# Marisa Volpi
Marisa Volpi (Macerata, 19 agosto 1928 – Roma, 13 maggio 2015) è stata una storica dell'arte, critica d'arte e scrittrice italiana.

## Biografia
Nata a Macerata nel 1928, Marisa Volpi, dopo la laurea presso l'Università di Roma La Sapienza (1952), si è specializzata in Storia dell'arte a Firenze (1956) con lo storico dell'arte Roberto Longhi e ha insegnato nelle Università di Cagliari e Roma (Magistero e Sapienza). Come storica dell'arte si è occupata sia di arte moderna del XVII e XVIII secolo, sia di arte contemporanea, con saggi sull'Impressionismo, sul Simbolismo, sull'Espressionismo, sull'Astrattismo e sull'Informale.
Negli anni Sessanta e Settanta ha pubblicato numerosi articoli di critica militante su periodici e quotidiani. Dal 1966 ha curato le mostre di artisti italiani e stranieri presso la Galleria Editalia in via del Corso a Roma, la cui attività è legata alla rivista “QUI arte contemporanea”, diretta da Lidio Bozzini e fondata da Capogrossi, Colla, Fontana, Leoncillo e Sadun. 
Dal 1978 ha coniugato l'attività di docente universitaria, di critica e di storica dell'arte, con quella di scrittrice, pubblicando su riviste (fra cui "Paragone" e "Nuovi argomenti") - e poi in volumi - una serie di racconti sia di argomento finzionale, sia ispirati a episodi della vita di artisti, fra cui Claude Monet, Edouard Manet, Berthe Morisot, Arnold Böcklin, Edgar Degas.
Nel 1986 - con il libro Il maestro della betulla, edito da Vallecchi - ha vinto il Premio Viareggio per la narrativa. Così il critico Cesare Garboli analizza lo snodo fra documenti storico-artistici e immaginazione narrativa in questo volume:
“Sei dei nove racconti di questa raccolta s’ispirano a fatti e a storie realmente accadute, o, come nel caso di Cordelia Wahl, prendono lo spunto da fantasie ed episodi già espressi. Il rapporto fra l’immaginario e ciò che è realmente accaduto costituisce uno di quei temi che non si finirebbe mai di approfondire. [...] A sollecitare un interesse di narratrice non è qui un accaduto ‘storico’, ma, come si conviene a una storica dell’arte, un accaduto ‘formale’” (Cesare Garboli, 1986).
L’attività letteraria e diaristica di Marisa Volpi si accompagna, fino al pensionamento, alla scelta degli argomenti delle sue lezioni universitarie presso la Sapienza (Dipartimento di Storia dell'arte) e al rapporto con gli artisti (fra cui Giosetta Fioroni, Marilù Eustachio, Giulio Paolini, Ruggero Savinio, Costantino Nivola, Mario Nigro), a cui dedica - fino all’ultimo periodo della sua vita - testi critici e saggi.
Coniugata con Ferdinando Orlandini (1926-1988) ha firmato numerosi titoli di storia dell'arte con il doppio cognome "Volpi Orlandini".

## Metodo
Il metodo di Marisa Volpi ha coniugato lo studio filologico dei documenti con la ricostruzione dei contesti in cui hanno operato artisti, critici, galleristi, collezionisti, con l’obiettivo di individuare le permanenze nella variazione degli stili, la rilevanza degli elementi biografici, i caratteri dei linguaggi visivi.
Volpi ha considerato la letteratura come una delle fonti della storia dell’arte e curato la scrittura come strumento di analisi e resa delle immagini e dell’operare artistico. Ha infine posto attenzione critica al ruolo delle donne (artiste, critiche, galleriste, collezioniste, scrittrici d’arte) nelle vicende della storia dell'arte internazionale.

## Opere

### Storia dell'Arte
- L'Espressionismo. Catalogo Mostra Firenze, Palazzo Strozzi, Vallecchi, 1964

- Kandinsky, dall'art nouveau alla psicologia della forma, Lerici, Roma, 1968.[7]

- Arte dopo il 1945: Usa, Cappelli editore, Bologna, 1969

- Kandinsky e il Blaue Reiter. Collana Mensili d'arte, 31, Fabbri, Milano, 1970

- La retina e l'inconscio, Palumbo, Palermo, 1973

- Arte minimal e concettuale, in Enciclopedia dell'arte, Milano, 1978

- Informale, in Enciclopedia del Novecento vol. III, 1979

- Arnold Böcklin. Disegni. La Nuova Italia, Firenze, 1982

- Alcune riflessioni su Arturo Martini e il Novecento, in Gli artisti nell'Università e la questione della pittura murale, catalogo della mostra, Roma, Museo Laboratorio di arte contemporanea della Sapienza, Multigrafica, Roma, 1984

- Itinerari di Arnold Böcklin e Anselm Feuerbach nel Lazio, in Artisti e scrittori europei e a Roma e nel Lazio dal Grand Tour ai romantici, Atti del Convegno, 26-28 novembre, Roma, 1985

- Teoria generale della critica, in Per Cesare Brandi, Atti del seminario, 30-31 maggio - 1º giugno, Roma, 1985

- Hans von Marées. Appunti sui "tedeschi romani" e l'arte metafisica di Giorgio De Chirico, in Studi in onore di Giulio Carlo Argan, Roma, 1985

- Artisti contemporanei. Saggi, Profili, Interviste. (Tre volumi) Il Bagatto, Roma, 1986

- Immaginazione e realtà nel paesaggio dei "tedeschi romani", in Deutsche Römer, catalogo della mostra Roma - Monaco, 1988

- Nietzsche e De Chirico, in Scritti in onore di Giuliano Briganti, Roma, 1990

- Arte, in Le donne italiane, a cura di M. Mafai, Roma, 1993

- Il Monet di Proust, in Studi in onore di Mina Gregori, Roma, 1994

- Max Klinger e i tedeschi romani, in Max Klinger, catalogo della mostra Ferrara, Palazzo dei Diamanti, 1996

- Racconti con figure: il paesaggio italico di Arnold Böcklin, in catalogo della mostra L'Arcadia di Arnold Böcklin, Firenze 2001

- Anselm Feuerbach in Rom und im Latium: das Italien der Deutsch-Römer, in Anselm Feuerbach, catalogo della mostra, herausgegeben vom Historischen Museum der Pfalz –Speyer, 2002

- Longhi e l'arte contemporanea, in, Da Renoir a De Staël. Roberto Longhi e il moderno, catalogo della mostra Loggetta Lombardesca, Ravenna, Mazzotta, Milano, 2003

- Impressionismo: ritratti “scritti”, in Ritratti e figure. Capolavori impressionisti, catalogo della mostra Complesso del Vittoriano, Roma 2003

- Degas collezionista, in, Degas. Classico e moderno, catalogo della mostra Complesso del Vittoriano, Roma 2004-2005

- Manet et manébit, in catalogo mostra Manet a cura di Maria Teresa Benedetti, Complesso del Vittoriano, Roma 8 ottobre 2005-5 febbraio 2006 ed. Skira, Milano 2005

- L'occhio senza tempo. Saggi di critica e storia dell'arte contemporanea, Lithos, Roma 2008

- Carlo Bavagnoli. Costantino Nivola. Ritorno a Itaca, Nuoro, Ilisso, 2010.

### Critica d'Arte
CATALOGHI
- Understatement (L. Fabro, M. Mochetti, S. Montealegre, H. Nagasawa, G. Paolini, A. Trotta), catalogo n.20 Mostra, Galleria Editalia, Roma 1971
- Samuel Montealegre, catalogo n.52, Galleria Editalia, Roma 1975
- Sadun, catalogo mostra Roma, Palazzo Barberini / Ente Premi, Editalia, Roma, 1976
- Dorazio, Alfieri, Venezia, 1977
- Segal, catalogo mostra Roma, 1987
- William Bayley, in Bayley, Kopp, Theimer, tre artisti stranieri in Italia, opere su carta. a cura di G. Briganti, De Luca, Roma, 1989
- Thomas Corey. Opere recenti, Galleria dello Scudo, Verona, 1999
- Carlo Guarienti, saggio introduttivo in Carlo Guarienti. La pittura e la memoria, catalogo mostra Galleria Tega, Novate Milanese 2000
- Carlo Belli, saggio introduttivo in Carlo Belli, Visita al castello, Città di Castello, 2003
- La luce come un lampo, intervista e interventi in, Alessandra Giovannoni, catalogo mostra Galleria Il Segno, Roma, 2003

ARTICOLI
- Ben Shahn, in Paragone Arte, nº69, 1955 (con Carla Lonzi).[8]
- Espressionismo e Informel di Wols, in Arte oggi, nº4, 1959
- Testimonianza umana di Tapies, Il Verri, nº1, 1962
- Boccioni e l'avanguardia futurista, in Qui arte contemporanea, nº1, luglio, pp. 26–29, 1966
- La forma vivente di Barnett Newman, in Marcatré, nº34, 35, 36, pp. 34–37, 1967
- Visione e colore a New York, in Qui arte contemporanea, nº3, Marzo, pp. 32–38, 1967
- Tecniche e materiali, in Marcatré, nº 37- 40, 1968
- Tautologie di Luciano Fabro, in Notizie, Torino
- Fabro Paolini Kounellis, in Qui arte contemporanea, 1968
- L'arte, domani, in Futuribili, Anno VI, Gennaio - Febbraio, 1972
- L'idea di materia in Odilon Redon, in Paragone, nº 317- 319, pp. 211–219, 1976
- Camille Corot e l'arte nuova, Qui arte contemporanea, nº 16, pp. 22–26, 1976
- Alcune sopravvivenze del classicismo nei pittori dell'immaginario, in Storia dell'arte, nº26
- Alberto Burri, in Storia dell'arte, nº 38-40, pp. 403–409, 1980
- Idee e immagini di Savinio, in Il veltro, nº5-6, 1978
- L'Ifigenia di Anselm Feuerbach, in Prospettiva, nº33-36, pp. 346–353, 1983-84
- David anacronista, in Storia dell'arte. Studi in onore di Giulio Carlo Argan, 1994
- Il Monet di Proust, in Studi di Storia dell'arte in onore di Mina Gregori, 1994, Firenze, 1994
- Intervento alla tavola rotonda sulla pittura murale di Afro Basaldella promossa dall'UNESCO: Le jardin de l'espoir, Palazzo delle Esposizioni, Roma 28 febbraio, 1997
- Sulla semiologia del messaggio oggettuale di Corrado Maltese, in Scritti e immagini in onore di Corrado Maltese, Roma, 1997
- Forma 1. 1947-1997, in Forma 1 cinquanta anni dopo, Galleria Edieuropa Qui arte contemporanea, Roma, 26 novembre 1997-16 gennaio 1998
- I capolavori di Degas, in Ars, n. 3 (4) marzo 1998
- La Parigi degli Impressionisti, con M. T. Benedetti, in Ars, n. 5 (6), maggio 1998 e n. 6 (7) giugno 1998.
- John Ruskin tra estetica ed etica, in Ars, n. 7 (19), luglio 1999
- John Ruskin: Pittori moderni, in La rivista dei libri, 1999
- Intervista ad Alessandra Giovannoni, in Ars n. 2, febbraio 2000
- La virtù di trasfigurare, in La realitat con i misteri en l'art de Francesco Tomassi, Pintura i arquitettura, Sala Nobile della Escola Industrial, Barcellona, 2000
- Il ‘sacro’ nei paesaggi del Lazio: Feuerbach e Böcklin, in Aspetti dell'identità tedesca - Studi in onore di Paolo Chiarini, 2000
- Il vate e il filosofo. De Chirico illustratore di Nietzsche, in Ars, n. 1º gennaio 2001
- Fonti biografiche e autobiografiche delle vite dei pittori come identità di genere, in Dimensioni e problemi della ricerca storica n. 2, Urbino, 2002
- Due solitari. Poussin e Cézanne, in Art Dossier, marzo 2003, Firenze, Giunti
- Carla Lonzi, in Italiane, dagli anni Cinquanta a oggi, Ministero per le Pari Opportunità, Roma, novembre 2003, vol. III

### Narrativa
- Il Maestro della Betulla, 1986, Vallecchi, Firenze Premio Viareggio 1986 Riedito da Mondadori-Agostini 1993
- Nonamore, 1988, Mondadori, Milano Riedito nel 1989
- La casa di via Tolmino, 1993, Garzanti, Milano, Edizione francese: La maison de la rue Tolmino, 1994, editions de l'Aube, Parigi. Traduzione di Marc Fontana.[9]
- Cavaliere senza destino, 1993, Giunti Gruppo Editoriale, Firenze Postfazione di Cesare Garboli Edizione francese: Cavalier sans destin, 1996 Actes sud, Parigi Traduzione Françoise Malettra Pubblicato nella collana DORIAN GRAY
- Il Condor, 1994, Giunti Gruppo Editoriale, Firenze Postfazione di Enzo Siciliano Pubblicato nella collana DORIAN GRAY
- Congedi, 1995, Giunti Gruppo Editoriale, Firenze. [ISBN] 88-09-20603-7 Cinquina Premio Strega
- Fatali Stelle, 1998, Longanesi & C., Milano. [ISBN] 88-304-1475-1
- Fuoco inglese, 2001, Medusa edizioni, Milano. [ISBN] 88-88130-14-4
- Uomini, 2004, Mondadori, Milano. [ISBN] 88-04-52063-9
- Amnesia, 2005, Edizioni della Cometa, Roma
- Le ore, i giorni. Diari 1978-2007, Edizioni Medusa, Milano 2010. ISBN 9788876982125 .[10]

## Premi e riconoscimenti
- Premio Viareggio per la Narrativa 1986
- Premio Vallombrosa 1988
- Grande Ufficiale Ordine al Merito della Repubblica Italiana: data del decreto 1º giugno 2001
- Professore Emerito della Sapienza Università di Roma